# Cultura Chupística
La Cultura Chupística es un juego de beber conocido en varias partes de América Latina. Se basa en conocimientos generales y culturales, y su propósito es generar una variedad de temas para asociar conceptos. En esencia, el juego implica nombrar elementos pertenecientes a diferentes categorías bajo diversas condiciones, a menudo con la consecuencia de beber un poco de alcohol si se comete un error.

## Mecánica de juego
El juego se juega típicamente con un grupo de amigos sentados en círculo.
1. Inicio de la ronda: Un jugador comienza determinando un tema central para la ronda.[1][2] Por ejemplo, "marcas de zapatos que no sean piratas"[1] o "películas que salieron en 2016".[5]
2. Turnos: Los jugadores se turnan, generalmente en el sentido de las agujas del reloj.[1][2] Cada participante añade un elemento que pertenezca a ella[1] Por ejemplo, si el tema/categoría es "marcas de zapatos que no sean piratas", el primer jugador podría decir "La Cultura Chupística pide marcas de zapatos que no sean piratas, tales como: Nike"[1] El siguiente jugador diría un segundo ejemplo, como: "Reebok". Y así sucesivamente.
3. Errores y penalización: La ronda termina cuando un jugador se equivoca.[1] Los errores incluyen: repetir algo que ya se dijo, nombrar algo que no existe (contando como doble penalización si es descubierto descaradamente), o tardar más de cinco segundos en responder.[1]
4. Sentencia: La sentencia por el error es generalmente beber una copa, vaso o shot de alcohol.[2] Normalmente se bebe un shot de alcohol puro de su elección, excluyendo bebidas ligeras como la cerveza o el vino.[1] Algunas fuentes mencionan que el perdedor puede recibir una penitencia diferente, como por ejemplo bailar la conga[5]
5. Nueva ronda: Luego de finalizar una ronda, el perdedor propone un nuevo tema para comenzar la siguiente.[1]

## Origen y popularidad
Fuentes indican que es un juego muy famoso en países de América Latina. En otros países de América Latina, como México, se le conoce como "Caricachupas".

## Ejemplos de categorías
A continuación, se presentan ejemplos de categorías y algunos ejemplos para esas categorías:
Categorías generales:
- Partes del cuerpo que crecen (el pelo);

- Partes del cuerpo que tengan pelos (pentañas);
- Partes del cuerpo arrugadas (la frente);
- Partes húmedas del cuerpo (los ojos);
- Partes del cuerpo que siempre son blandas (los párpados);
- Partes del cuerpo que no tienen hueso (el ojo);
- Partes del cuerpo que terminan con la letra A (Cara);
- Nombres de los dedos (pulgar);
- Partes del cuerpo que empiezan con la letra "T" (tibia);
- Nombres de métodos anticonceptivos (Condón);
- Enfermedades (Cáncer);
- Juegos tradicionales (la rayuela);
- Juegos de mesa (Ludo);

- Nombres que terminen con "S" (Andrés);
- Nombres de mujeres que no terminan en "A" (Nicole);
- Apellidos que comienzan con C (Castillo);

- Nombres de ciudades de Colombia (Medellín);
- Lugares de una casa (Comedor);
- Ciudades que comienzan con la letra O (Osorno);
- Países de habla hispana (Argentina);
- Países de América Central (Costa Rica);

- Colores de la bandera chilena (Rojo);

- Colores del arcoíris (Amarillo);
- Colores de un semáforo (el rojo);
- Colores de la bandera de Bulgaria (verde);
- Colores de la bandera de Canadá (Rojo);
- Colores naturales del oso (café);

- Animales que comiencen con la letra "A" (ardilla);
- Animales que no tengan la letra "A" (Oso);
- Animales que aparecen en el escudo nacional (Huemul);
- Animales que tengan escamas (Salmón);
- Nombres de aves (paloma);
- Animales que tienen colmillos (Lobo);
- Raza de perros (poodle, maltés, san Bernardo, chihuahua, pastor inglés, pastor alemán);
- Tipos de felinos (puma, león, pantera);

- Nombres de frutas (manzana);
- Nombres de Postres (Tiramisú);
- Sabores de helado (vainilla);
- Ingredientes de una empanada de pino (cebolla);
- Ingredientes de una cazuela (pollo);
- Elementos necesarios para hacer un asado (la parrilla);
- Elementos que hay en espacio exterior (cometas);
- Prendas de ropa para el invierno (Chaqueta);
- Marcas de detergentes de ropa (Omo);

- Marcas de ropa (Basement, Zara);
- Marcas de cervezas (Heineken);
- Marcas de Vodka (Smirnoff);

- Marcas electrónicas (LG);
- Partes de un computador (procesador);
- Partes que componen una bicicleta (Manubrio);
- Consolas de videojuegos (Super Nintendo);

- Garabatos chilenos (Weón);
- Nombres de personajes de El Chavo del 8 (El Chavo, La Chilindrina, Profesor Jirafales)
- Nombres de personajes de La Guerra de las Galaxias (Luke Skywalker);
- Nombres de personajes de Los Simpson (Lisa, Homero, Bart, Marge, Maggie, Milhouse, el payaso Krusty, el hombre topo);
- Nombres de personajes de superhéroes (Superman);
- Nombres de personajes de la serie Dragon Ball Z (Goku);
- Nombres de personajes de la Biblia (José);
- Nombres de personajes del Laboratorio de Dexter (Deedee);
- Nombres de los pokemones de la primera generación (Charmander, Pikachu, Mewtwo);
- Nombres de personajes de los integrantes del grupo The Beatles (John Lennon);
- Nombres de las personas del Club de los 27 (Jimi Hendrix);
- Nombres de series de anime (Heidi);
- Nombres de series de comedia (Friends);
- Nombres de películas de Acción (John Wick);
- Nombres de películas de Disney (La Cenicienta);
- Nombres de películas de comedia (Ace Ventura);
- Marcas de auto (Chevrolet, Honda, Toyota, Hyundai, Volkswagen);
- Marcas de zapatillas (Nike);
- Marcas de cosméticos (Maybelline);
- Canales de televisión abierta (CHV);
- Estaciones de radio (Cooperativa);
- Cosas que no pueden faltar en la cama (colchón, sábanas, almohadas).
- Signos zodiacales (Aries).
- Números de un dado (Uno);
- Números de un reloj analógico (12);
- Puntos cardinales (noroeste);
- Unidades de medida (gramos);
- Cuenta regresiva del 10 sin contar el cero (Diez);
- Cuenta regresiva de cuatro en cuatro partiendo del 44 (44);
- Números primos (uno, dos, siete).
- Cosas que se pueden hacer con la boca (Comer);
- Cosas que se pueden hacer con un dedo (rascarse la oreja);
- Cosas que se pueden contar con un cuchillo (la Carne);
- Juegos típicos chilenos (Volantín);
- Instrumentos musicales (Guitarra);
- Instrumentos de viento (Trombón);
- Figuras geométricas (Triángulo);
- Meses del año (Enero).
- Tipos de vino tinto (merlot).
- Palabras que no tengan la letra "O" (rata);
- Palabras que terminen en Melo (pásamelo).
- Animadores de la Televisión Nacional (Mario Kreutzberger);
- Nombres de directores de cine (Tarantino);
- Nombres de actores (George Clooney);
- Nombres de actrices (Scarlett Johansson);
- Nombres de cantantes de rock (Freddie Mercury);
- Nombres de cantantes de pop (Britney Spears);
- Las vocales (la A);
- Formas de decir cuando uno se está por orinar (quiero hacer pipí);
- Notas musicales (Si);